# David Santsalvador

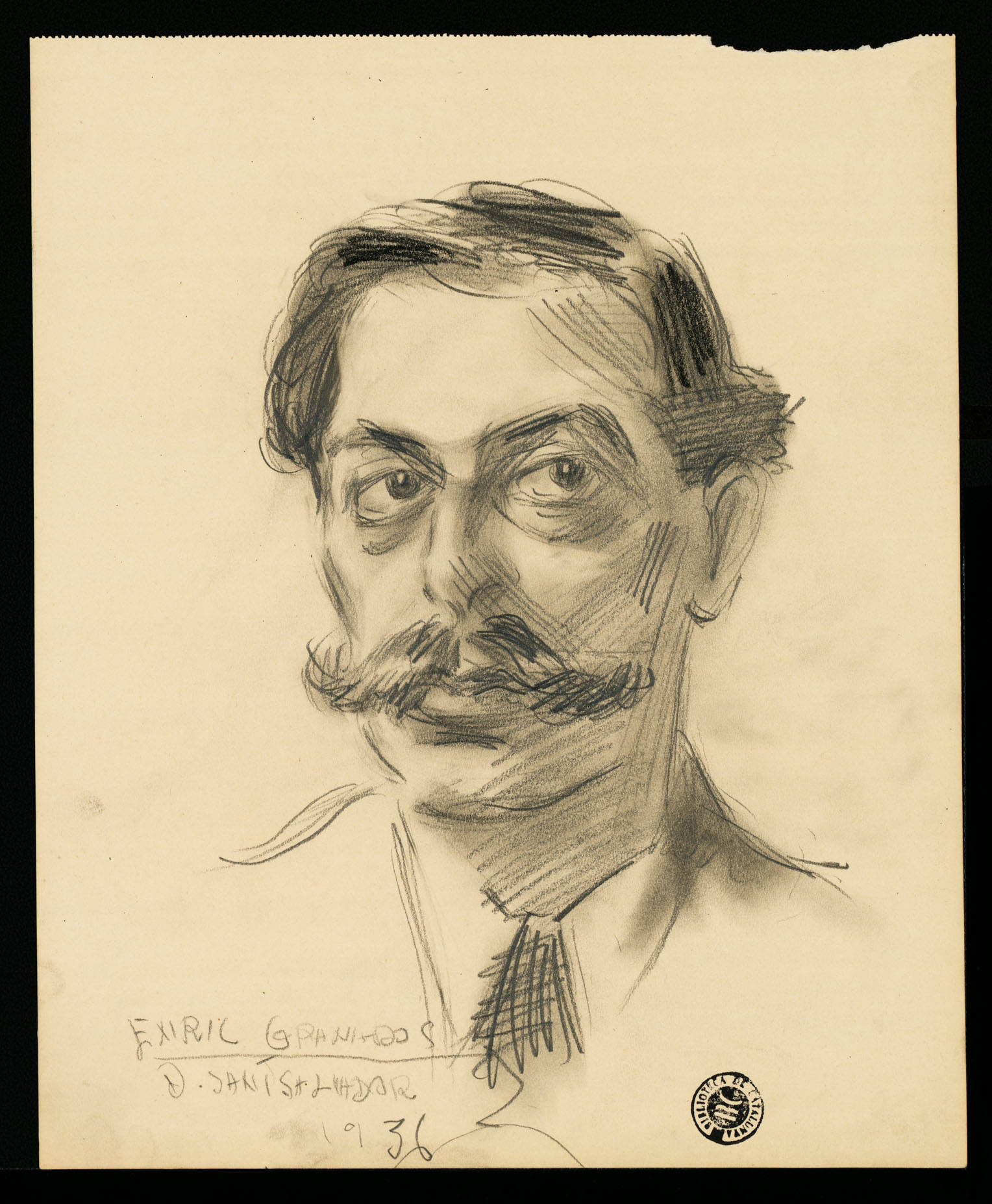
Retrato de Enric Granados realizado por el artista.

David Santsalvador (Niza, Francia, 1909 - Frente del Ebro, 1938), cuyo nombre real era Desiré Santsalvador, fue un dibujante francés.
Asiduo al Círculo Artístico de Sant Lluc (desde 1930), se dedicó al dibujo profesionalmente desde 1932. Formó parte de un grupo denominado Associació dels Idealistes Pràctics, y colaboró como ilustrador de prensa en varias publicaciones, con un estilo sintético y preciso ("La Humanitat", "L'Instant", "El Noticiero Universal", "Solidaridad Obrera", "Brisas", "Clarisme", "Nova Ibèria", "La Rambla", ...). Hizo una amplia galería de dibujos de personajes catalanes de su época, al carboncillo, que no desdice de series parecidas anteriores como las de Ramón Casas o Ferran Calicó. El grueso de sus dibujos se conserva en la Biblioteca de Cataluña.
Movilizado por la Guerra Civil, murió en el frente.
El Fondo de David Santsalvador se conserva en la Biblioteca de Cataluña